# Elena Banfo
Elena Banfo, née le 7 septembre 1976, est une skieuse de vitesse italienne.

## Biographie
Elle monte 7 fois sur le podium des Championnats du monde (S1). Elle est 3 fois vice-championne du monde : aux Arcs en 2005, à Verbier en 2007 et à Vars en 2009.
Elle obtient 6 fois la 3e place du classement général de la Coupe du monde de ski de vitesse (S1) entre 2002 et 2010
Elle établit son record personnel avec une vitesse de 238,41 km/h en 2006 aux Arcs.